# Señorío de Ibelín
El Señorío de Ibelín fue uno de los estados vasallos del Reino de Jerusalén que se originaron después de la Primera Cruzada. Formaba parte del Condado de Jaffa y Ascalón y estaba ubicado entre ambas ciudades.

## Historia
En 1141, Ascalón aún estaba en manos de los fatimíes de Egipto, y los ejércitos egipcios invadían cada año el Reino de Jerusalén desde Ascalón. Ibelín fue construido para contener esos ataques. El castillo original, construido por el rey Fulco de Jerusalén tenía cuatro torres. El señorío fue otorgado a Barisán de Ibelín, como recompensa por su lealtad durante la rebelión de su vasallo Hugo II de Le Puiset, conde de Jaffa, en 1134. Ibelín formaba parte del Condado de Jaffa, pero fue anexado al territorio el Reino de Jerusalén tras el fracaso de la revuelta de Hugo II. El señorío fue conquistado por Saladino después de la batalla de los Cuernos de Hattin en 1187.
En 2005, el cuarto de guardia del acceso al castillo de Ibelín fue excavado por arqueólogos.

## Señores de Ibelín
- Barisán de Ibelín (1134-1150), señor de Mirabel (1134-1150) y Ramla (1148-1150)
- Hugo de Ibelín (1150-1170), hijo del anterior
- Balduino de Ibelín (1170), hermano del anterior
- Balián de Ibelín (1170-1187), hermano del anterior